# Grant Koontz
Grant Koontz (* 28. Januar 1994 in Houston) ist ein US-amerikanischer Radrennfahrer, der auf Bahn und Straße aktiv ist.

## Sportlicher Werdegang
Koontz fuhr ab 2012, als er 18 war, zahlreiche Rennen in der amerikanischen Rennszene. Da er keinen Profivertrag hatte, finanzierte er sich seinen Sport, indem er auf einer Farm in Colorado arbeitete und in seinem Auto schlief, um Miete zu sparen. 2018 erfüllte sich sein Wunsch, Profi zu werden, als er von Holowesko-Citadel, einem Professional Continental Team, einen Vertrag erhielt. Mit diesem Team war er hauptsächlich bei Rennen in Nord- und Zentralamerika unterwegs. Sein wichtigstes Resultat in einem Rennen des UCI-Kalenders war der Gewinn der Punktewertung im Joe Martin Stage Race 2019.
Ab 2019 fuhr er auch Bahnradrennen, ab 2021 konzentrierte er sich vollständig darauf als Mitglied von Star Track Cycling, einem UCI Track Team, für das er auch im Nations Cup aktiv war. Von 2019 bis 2022 gewann er eine Reihe von US-Meistertiteln in Ausdauer-Disziplinen. 2022 wurde er in die Nationalmannschaft berufen, gewann die Panamerika-Meisterschaften im Scratch und war bei der WM 2022 Sechster im Punktefahren. Dazu konnte er an der Track Champions League 2022 in der Ausdauer-Liga teilnehmen.
Für 2024 unterzeichnete er bei Denver Disruptors, einem Team der US-amerikanischen National Cycling League (NCL), um wieder mehr Straßenrennen zu fahren. Das alsbaldige Ende der NCL ließ ihn ohne Team zurück. Auf der Bahn hatte er für die Nationalmannschaft mehr Fortüne, holte im Ausscheidungsfahren von Adelaide seine erste Podiumsplatzierung im Nations Cup und wurde vor Heimpublikum in Carson dreifacher Panamerika-Meister, und zwar in Ausscheidungsfahren, Madison und Mannschaftsverfolgung.
Im Juni 2024 wurde Koontz für die Olympischen Spiele in Paris nominiert.

## Erfolge

### Bahn
2019
 US-amerikanischer Meister – Mannschaftsverfolgung (mit Shane Kline, Colby Lange und Ashton Lambie)
2021
 US-amerikanischer Meister – Mannschaftsverfolgung (mit John Croom, Tristan Manderfeld und Spencer Seggebruch)
2022
 US-amerikanischer Meister – Omnium, Punktefahren, Scratch
 Panamerika-Meister – Scratch
2023
 Panamerika-Meisterschaften – Scratch, Mannschaftsverfolgung (mit Anders Johnson, Gavin Hoover, David Domonoske und Colby Lange)
 Panamerika-Spiele – Madison (mit Colby Lange), Mannschaftsverfolgung (mit Brendan Rhim, Colby Lange, David Domonoske und Anders Johnson)
2024
 Panamerika-Meisterschaften – Ausscheidungsfahren, Madison (mit Peter Moore), Mannschaftsverfolgung (mit David Domonoske, Anders Johnson und Brendan Rhim)

### Straße
2019
Punktewertung Joe Martin Stage Race